# John Anglin
John William Anglin (Donalsonville, 2 de mayo de 1930) fue un criminal estadounidense, conocido por su desaparición al fugarse de la Prisión de Alcatraz el 11 de junio de 1962, junto con su hermano Clarence y otro recluso, Frank Morris, quienes también desaparecieron. Hasta la fecha no hay pruebas concluyentes sobre si los hermanos Anglin y Morris lograron escapar o murieron en el intento. El FBI dedujo que los prófugos habrían muerto ahogados en su intento de fuga.

## Los primeros años
En la década de 1950 comenzó a robar bancos con sus hermanos y fue detenido en 1956. Fueron enviados a la prisión estatal de Florida, donde se reunió con Allen West y Frank Morris. Luego fue trasladado a la penitenciaría de Leavenworth, antes de que se le trasladara a Alcatraz. Se escapó junto su hermano Clarence Anglin y el recluso Frank Morris, los tres fueron condenados a cadena perpetua por atraco a mano armada y varios atracos a bancos, y también cometieron algún asesinato. Clarence, John y Frank se fugaron de la cárcel y nunca se supo nada más de ellos, y se cree que se habrían ahogado tras su fuga de la cárcel de Alcatraz.

## Alcatraz

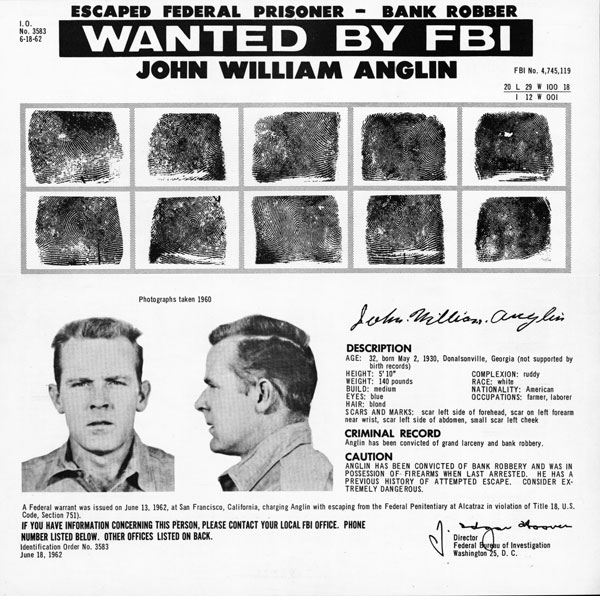
John Anglin en un póster de búsqueda del FBI.

John y Clarence fueron enviados a Alcatraz después de haber sido capturados intentando escapar. John llegó el 21 de octubre de 1960 como el recluso Alcatraz AZ1476.
En septiembre de 1961, los hermanos, junto con Morris y West, tenían previsto elaborar un intento de fuga, rascando las paredes de sus celdas, subiendo por una de las chimeneas hacia el tejado y deslizándose por el muro fuera de la prisión para intentar alcanzar la bahía con una balsa fabricada con impermeables.
La fuga tuvo lugar la noche del martes 11 de junio de 1962. Los tres desaparecieron sin dejar rastro y son todavía buscados por el FBI. Aunque el informe oficial sobre el escape dice que los prisioneros se ahogaron en la bahía, desde entonces ha habido informes de que había una embarcación ilegal en la bahía en la noche de la fuga, y también otros avistamientos de los tres hombres y, además, que los amigos y familiares recibieron muchas postales y cartas sin firmar a lo largo de los años. Un día después de la fuga, un hombre que dijo ser John Anglin había llamado a una abogada en San Francisco para concertar una cita con la oficina de Alguaciles de Estados Unidos; cuando la abogada se negó, la persona que llamó colgó la llamada telefónica.

## Cultura popular
En la película La fuga de Alcatraz de 1979, el actor Fred Ward interpretó a John Anglin.

## Investigaciones recientes

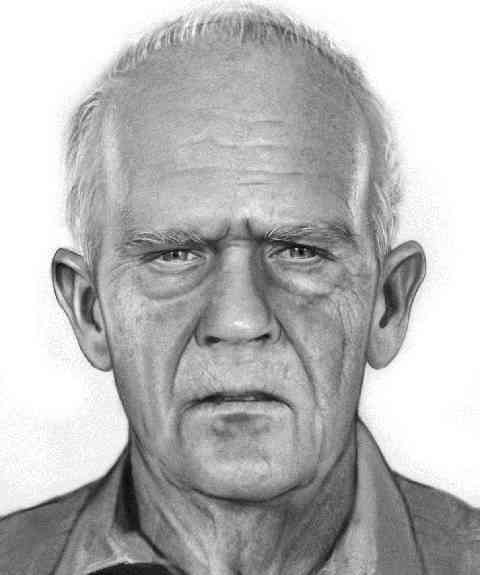
Recreación de como se vería John Anglin en el presente

La hermana de los hermanos Anglin, Marie Anglin Widner, dijo a los medios que creía que sus hermanos habían asistido al entierro de su madre en 1973, disfrazados de mujer. El 12 de octubre de 2015, History Channel estrenó un documental sobre la fuga de Alcatraz, que se centra en John y Clarence y la posibilidad de que esta se haya realizado con éxito. El programa, titulado Alcatraz: búsqueda de la verdad (Alcatraz: Search for the Truth), ofrecía a los televidentes evidencia suministrada por la familia de los hermanos: tarjetas de Navidad firmadas por "John" y "Clarence", una cinta de audio de un amigo de la familia de la niñez, Fred Brizzi, diciendo a la familia a principios de 1990 sobre un encuentro casual en 1975 con los hermanos en Río de Janeiro, Brasil, y una fotografía que supuestamente fue tomada por Brizzi en Brasil ese mismo año en la que aparecen dos hombres que podrían ser John y Clarence Anglin, en una granja que podrían haber tenido, entre otras cosas que fueron entregadas por sus familiares. Después de presentarle esta evidencia a Art Roderick, exmariscal de Estados Unidos, que había sido asignado al caso sin resolver de la fuga antes de su retiro, la evidencia fue examinada por expertos forenses. Entre los expertos, fue un analista de reconocimiento facial quien dijo que creía que la fotografía mostraba realmente a John y Clarence Anglin.
Además se llevó a cabo un análisis de ADN con unos restos humanos encontrados 9 meses después del sonado escape, que se presumía era de alguno de los Anglin, con ADN de un hermano de Clarence y John llamado Alfred Anglin y se encontró que no se relacionan en ningún grado. Había 1 entre 9200 posibilidades de que fueran los Anglin. Si en este momento estuvieran vivos, John tendría 93 años y Clarence 92 años.